# Theodor Diener (Musiker)
Theodor Diener (* 29. September 1908 in Ebnat-Kappel; † 21. August 1983) war ein Schweizer Kirchenmusiker und Komponist.

## Leben

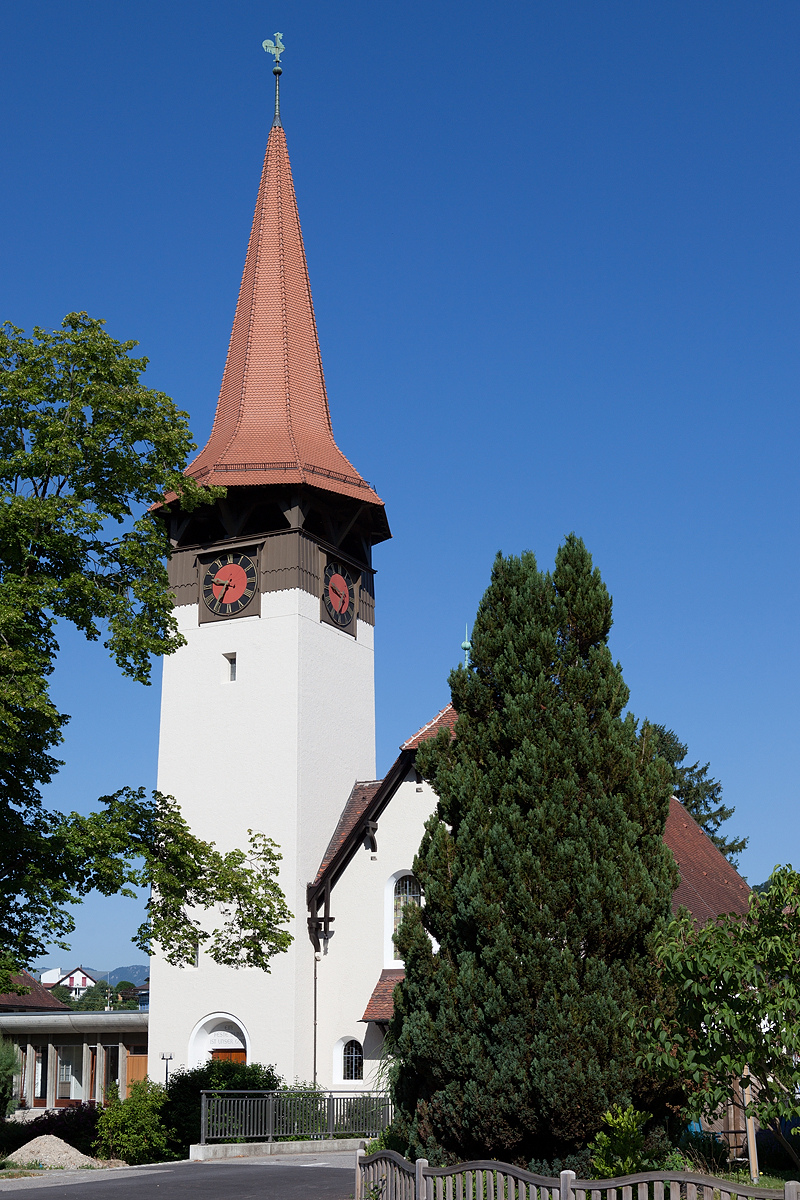
Reformierte Kirche Balsthal, wo Theodor Diener lange als Organist und Chorleiter wirkte

Dieners Familie zog im Jahre 1913 nach Olten. Sein Bruder und sein Vater starben früh; seine Mutter arbeitete als Lehrerin und erteilte Klavierunterricht. Nach der Bezirksschule besuchte Diener von 1924 bis 1928 das Lehrerseminar in Solothurn. Schon früh leitete er verschiedene Chöre, wodurch er sich das Musikstudium am Konservatorium Zürich ermöglichte. Er schloss 1932 bei Paul Müller-Zürich in Theorie ab, bei Volkmar Andreae in Komposition und Dirigieren.
Nach dem Abschluss wäre er gerne Kapellmeister in Deutschland geworden, verzichtete aber aus familiären Gründen darauf und wurde Lehrer an der Schule Balsthal. 1937 verheiratete er sich mit Martha Husy. Der Ehe entsprossen vier Kinder.
Diener spielte bald eine zentrale Rolle im Musikleben des Bezirkshauptortes Balsthal. Er leitete die Musikgesellschaft Balsthal-Klus, den Männerchor, den Frauenchor und den reformierten Kirchenchor Balsthal sowie die Singstudentenverbindung «Arion» Solothurn. Er war Verbandsdirektor des Sängerverbandes Thal-Gäu und Präsident der Musikkommission des Kantonalen Gesangsvereins. Er wirkte auch als Kirchenmusiker: Jahrzehntelang war er Organist an der reformierten Kirche Balsthal. Von 1937 bis 1979 war er Mitglied des Zentralvorstandes des Schweizerischen Kirchengesangsbundes und Leiter von Dirigentenkursen.
Theodor Diener starb im Alter von 74 Jahren. Die Familienstiftung Theodor Diener übernahm die Aufgabe, sein Werk weiter bekanntzumachen. Sie übergab den Werknachlass mit Notenmanuskripten, Notendrucken, Tonträgern und weiteren Materialien im Jahre 2004 der Zentralbibliothek Solothurn. Das dort entstandene Werkverzeichnis wurde im Jahre 2014 publiziert.

## Kompositorisches Schaffen
Diener hat sich nicht nur als Chorleiter, sondern vor allem auch als Komponist einen Namen gemacht. Er konnte dabei auf seine Ausbildung in Zürich zurückgreifen, bildete sich 1975 aber auch bei Sándor Veress in Bern in Komposition weiter.
Von Diener stammen Festspielmusiken, Chöre, Sololieder, Kantaten, Orchester- und Blasmusik, Kammermusik und Orgelwerke, aber auch Werke für den Gebrauch des Kirchenchors Balsthal.
Bemerkenswert sind die «Passacaglia für grosses Orchester» (1933), die von Volkmar Andreae angeregt und von Diener mit dem Winterthurer Stadtorchester in Olten uraufgeführt wurde (1937), das «Konzert für Klavier, Streichorchester und Schlagzeug», 1942, die drei Sologesänge «Mirakel», 1954, und der «Monolog der ‹Mut-em-enit›» von Thomas Mann für Sopran und grosses Orchester, 1960. Wichtig sind auch die «Hofstetter Weihnachtskantate», 1969, und die «Fantasia concertante» für grosses Blasorchester, 1974. Ein opus magnum schliesslich ist der «Lazarus», ein geistliches Spiel für Chor, Soli und Streichorchester aus dem Jahre 1980, postum uraufgeführt im November 1983 in Basel und Balsthal.

## Notenedition
Hans-Rudolf Binz, Bruno Eberhard (Hrsg.): Theodor Diener (1908–1983): Orgelwerke. Musikverlag Müller & Schade, Bern 2017 (= Musik aus der Sammlung der Zentralbibliothek Solothurn. 8).

## Auszeichnungen
- 1975: Kulturpreis des Kantons Solothurn
- 1977: Musikpreis der Stadt Grenchen